# 沃倫德冰川
沃倫德冰川（英語：Wallend Glacier）是南極洲的冰川，位於葛拉漢地的奧斯卡二世海岸，最終注入格林冰川，在1955年由英國研究隊測量，現時由南極條約體系管理。